# Vilmos cambridge-i herceg és Kate Middleton esküvője

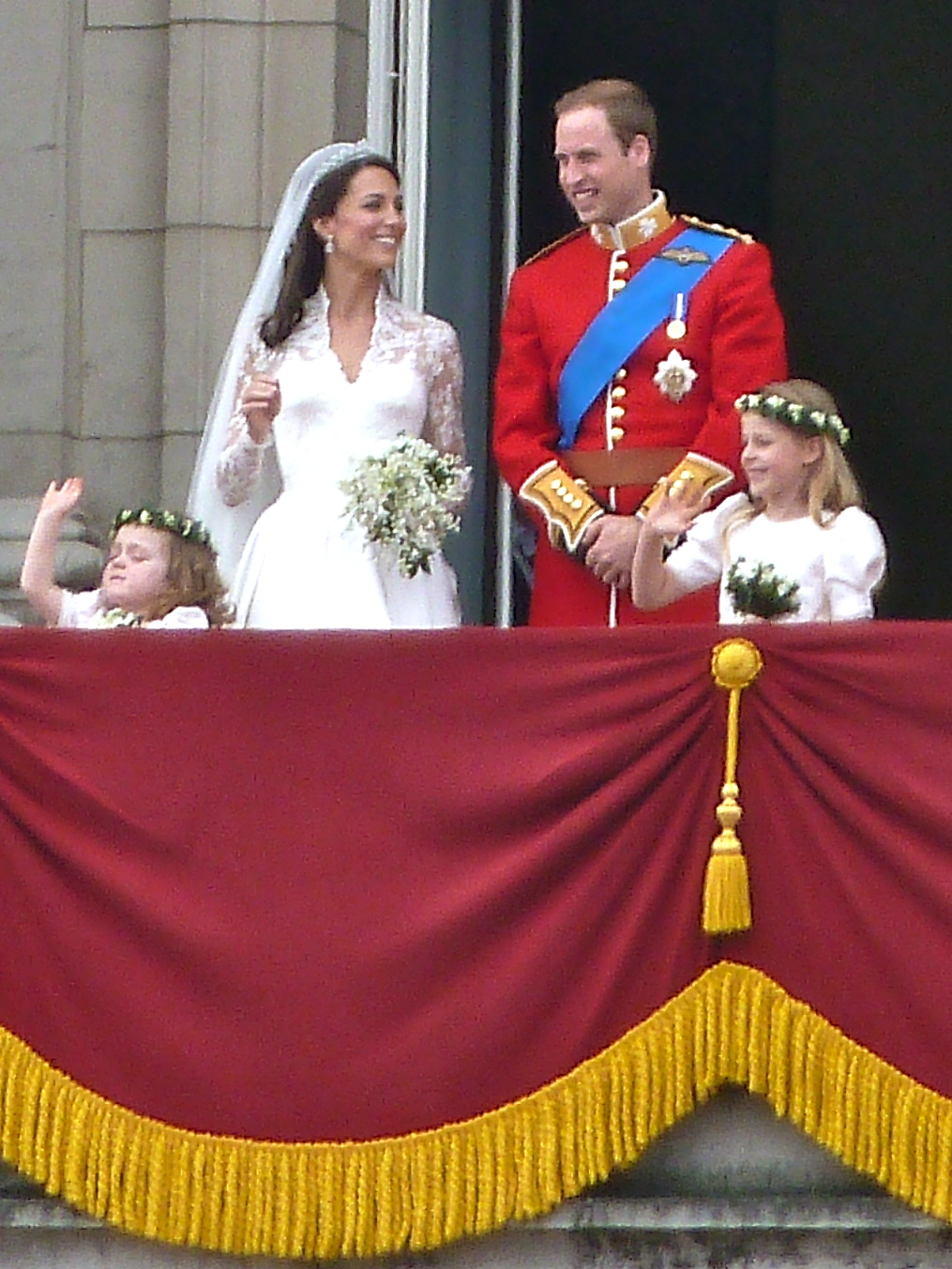
Az ifjú pár a Buckingham-palota erkélyén. A képen látható még a menyasszony két koszorúslánya, balra Grace van Cutsem, jobbra Margarita Armstrong-Jones

Vilmos herceg és Kate Middleton esküvője 2011. április 29-én pénteken volt. A pár esküvője magyar idő szerint 12 órakor (CET) kezdődött a londoni westminsteri apátsági templomban. Az esküvőn a királyi család barátai, közeli ismerősei mellett az Egyesült Királyságba delegált diplomaták, illetve az európai uralkodóházak képviselői voltak jelen – összesen 1900 vendég.
Az eseményt akár kétmilliárdan is nézhették az egész világon.

## Az eljegyzés

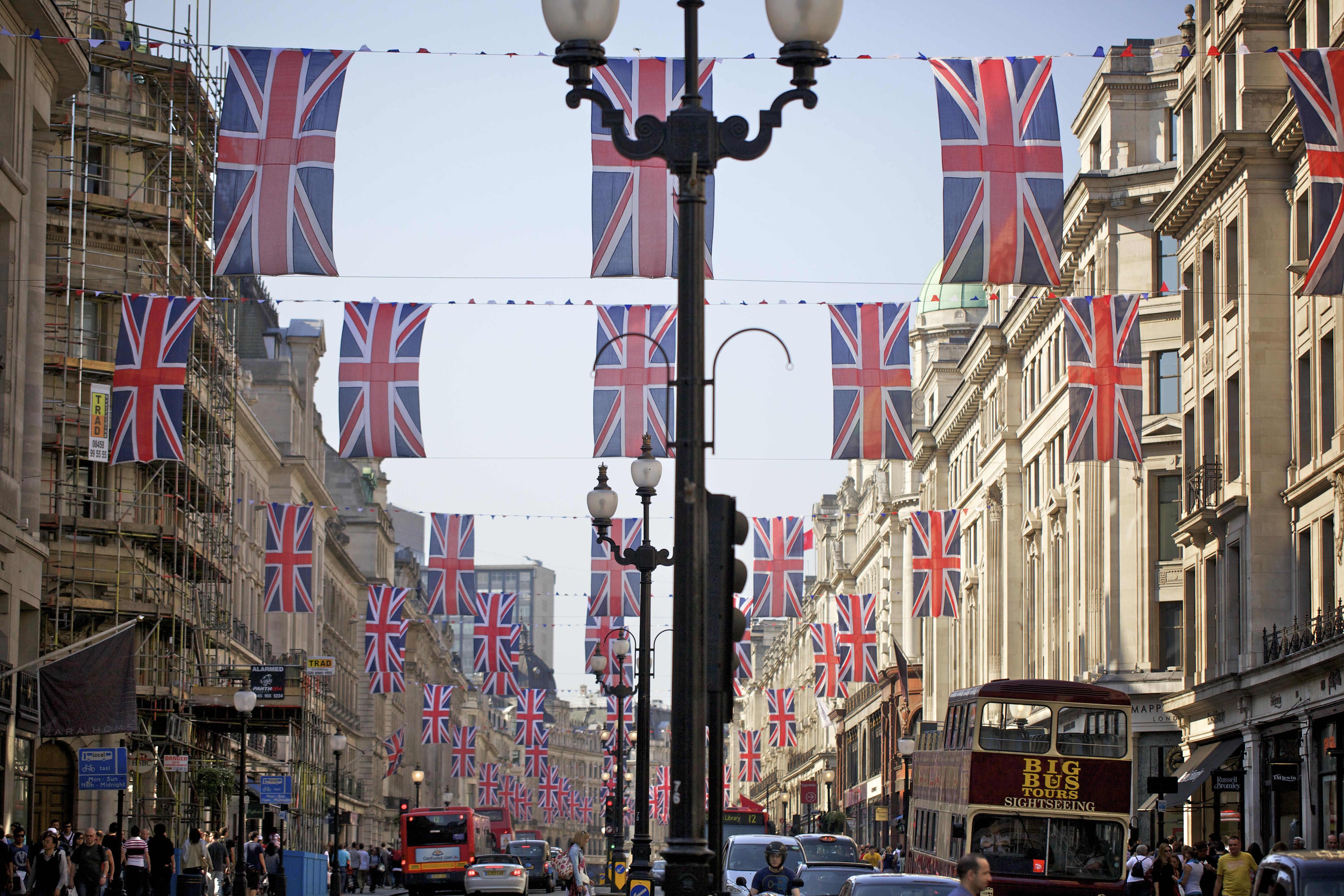
Az esküvő előtt pár nappal több tucat Union Flag zászlóval díszítették fel a londoni Regent Street utcát.

Vilmos herceg és Kate Middleton először 2001-ben találkoztak a skóciai St. Andrews egyetemen, ahol mindketten művészettörténetet hallgattak. Kapcsolatuk 2004-ben vált hivatalossá és 2007-ben rövid időre szakítottak.
Vilmos herceg 2010. október 20-án, egy kenyai nyaralás alkalmával kérte meg Kate kezét. Az eljegyzést hivatalosan 2010. november 16-án a Clarendon House-ban jelentették be. Vilmos herceg édesanyja, Diána walesi hercegné kék zafírral és gyémántokkal díszített gyűrűjét adta Kate-nek.
Mivel Vilmos herceg nem uralkodó és nem is a trón közvetlen örököse, ezért az esküvő nem volt hivatalos "állami rendezvény". A pár saját maga dönthetett számos kérdésben, többek között az esküvőre meghívott 1900 személy összeválogatásában. Ennek ellenére az esküvő napja, április 29-e ünnepnap volt az Egyesült Királyságban.
II. Erzsébet királynő az eljegyzés reggelén megadta hivatalos hozzájárulását a házassághoz, amelyre az 1792-es "Királyi Házasságok Törvény" (Royal Marriages Act 1772) miatt volt szükség.
Az eljegyzés napján csak annyit jelentettek be, hogy az esküvőre "valamikor 2011 tavaszán" kerül majd sor, és 2010. november 23-án pontosították az április 29-i dátumot. Később bejelentették, hogy az esküvő napja munkaszüneti nap lesz az Egyesült Királyságban, amit a királynő hivatalosan december 15-én a Királyi Államtanács ülésén hagyott jóvá. Emellett a Brit Nemzetközösséghez tartozó Bermuda, a Kajmán-szigetek, a Man-sziget, Gibraltár, Guernsey, Jersey, a Falkland-szigetek, Montserrat és a Turks- és Caicos-szigetek nyilvánította munkaszüneti napnak április 29-ét

## Az esküvő
Az esküvő 2011. április 29-én helyi idő szerint 11 órakor, magyar idő szerint 12 órakor kezdődött a westminsteri apátsági templomban. Vilmos herceg az Ír Őrezred tiszteletbeli ezredesének vörös egyenruháját viselte. Kate Middleton esküvő ruháját a brit divattervező, Sarah Burton készítette, míg a fején lévő, gyémántokkal ékesített tiarát II. Erzsébet királynőtől kapta kölcsön. Vilmos tanúja öccse, Henrik brit királyi herceg volt, míg Kate tanúja húga, Pippa Middleton. A misét John Robert Hall, a westminsteri templom esperese celebrálta, a házassági szertartást Rowan Williams canterburyi érsek vezette, a prédikációt pedig Richard Chartres, London püspöke mondta.
A pár esküvőjét hatalmas tömeg kísérte végig. London utcáira több mint 1 millió ember vonult ki, hogy legalább csak egy pillanatra is, de hadd láthassa a királyi párt. Számos nézelődő már napokkal a helyszínre érkezett, hogy a lehető legközelebb kerüljenek a Buckingham-palotához.
Az esküvő után Katalin, és Vilmos nyitott lovaskocsival a Buckingham-palotához ment, és annak erkélyéről integettek az éljenző tömegnek. Közben egy lovastestőr leesett, egy a tömegtől megvadult lóról, és nem is tudott vissza ülni rá. Néhány perccel a pár megcsókolta egymást, majd a Brit Királyi Légierő gépei repültek el a palota felett.

## Érdekességek
- Az esküvő előtti nap több külföldi informatikai szaklap is az esemény miatt túlterhelődő internethálózatokkal ijesztgette a felhasználókat.[10]

## Magyar vonatkozások
- A Magyar Köztársaság herendi porcelánkészletet ajándékozott az egybekelő párnak. Az ajándékot Csák János nagykövet adta át.[11]
- A háromszoros olimpiai bajnok magyar vízilabda-válogatott egy „Catherine” és egy „William” névre hímzett, válogatott köpenyt és egy dedikált pekingi olimpiai csapatfotót ajándékozott az ifjú párnak.[12]
- Az esküvőn részt vett Gróf Kálnoky Tibor magyar származású gróf és felesége, Kálnoky Anna, akik pár éve ismerkedtek meg Károllyal, amikor a walesi herceg meglátogatta őket Miklósváron, és megnézte az ottani, szállodaként, illetve vendégfogadóként üzemeltetett uradalmi kastélyt.[13]

## Lásd még
- Kate Middleton esküvői ruhája
- Vilmos herceg és Kate Middleton esküvői tortája